# جيمس ستيوارت (لاعب كرة سلة)
جيمس ستيوارت (بالإنجليزية: James Stewart)‏ (و. 1910 – 1990 م) هو لاعب كرة السلة كندي، ولد في كينغسفيل، أونتاريو، شارك في الألعاب الأولمبية الصيفية 1936، توفي في وندسور، عن عمر يناهز 80 عاماً.

## روابط خارجية
- جيمس ستيوارت على موقع الاتحاد الدولي لكرة السلة (الإنجليزية)
- جيمس ستيوارت على موقع سبورتس رفرنس (الإنجليزية)
- جيمس ستيوارت على موقع أوليمبيديا (الإنجليزية)